# Ammalo impunctus
Ammalo impunctus là một loài bướm đêm thuộc phân họ Arctiinae, họ Erebidae.